# Lacey
Lacey és una població dels Estats Units a l'estat de Washington. Segons el cens del 2009 tenia 39.250 habitants.

## Demografia
Segons el cens del 2000, Lacey tenia 31.226 habitants, 12.459 habitatges, i 8.148 famílies. La densitat de població era de 755,9 habitants per km².
Dels 12.459 habitatges en un 34,1% hi vivien nens de menys de 18 anys, en un 50,1% hi vivien parelles casades, en un 11,4% dones solteres, i en un 34,6% no eren unitats familiars. En el 28,2% dels habitatges hi vivien persones soles l'11% de les quals corresponia a persones de 65 anys o més que vivien soles. El nombre mitjà de persones vivint en cada habitatge era de 2,47 i el nombre mitjà de persones que vivien en cada família era de 3,02.
Per edats la població es repartia de la següent manera: un 26,3% tenia menys de 18 anys, un 9,7% entre 18 i 24, un 30,7% entre 25 i 44, un 20% de 45 a 60 i un 13,3% 65 anys o més.
L'edat mediana era de 34 anys. Per cada 100 dones de 18 o més anys hi havia 87,3 homes.
La renda mediana per habitatge era de 43.848 $ i la renda mediana per família de 50.923 $. Els homes tenien una renda mediana de 37.053 $ mentre que les dones 29.497 $. La renda per capita de la població era de 20.224 $. Aproximadament el 7,4% de les famílies i el 9,2% de la població estaven per davall del llindar de pobresa.

## Poblacions més properes
El següent diagrama mostra les poblacions més properes.